# Калуннборг
Ка́луннборг (дат. Kalundborg) — город и порт в Дании на западном берегу острова Зеландия, у залива Калуннборг-Фьорд (дат. Kalundborg Fjord). Административный центр коммуны Калуннборг. Население 16 303 (2012).

## История

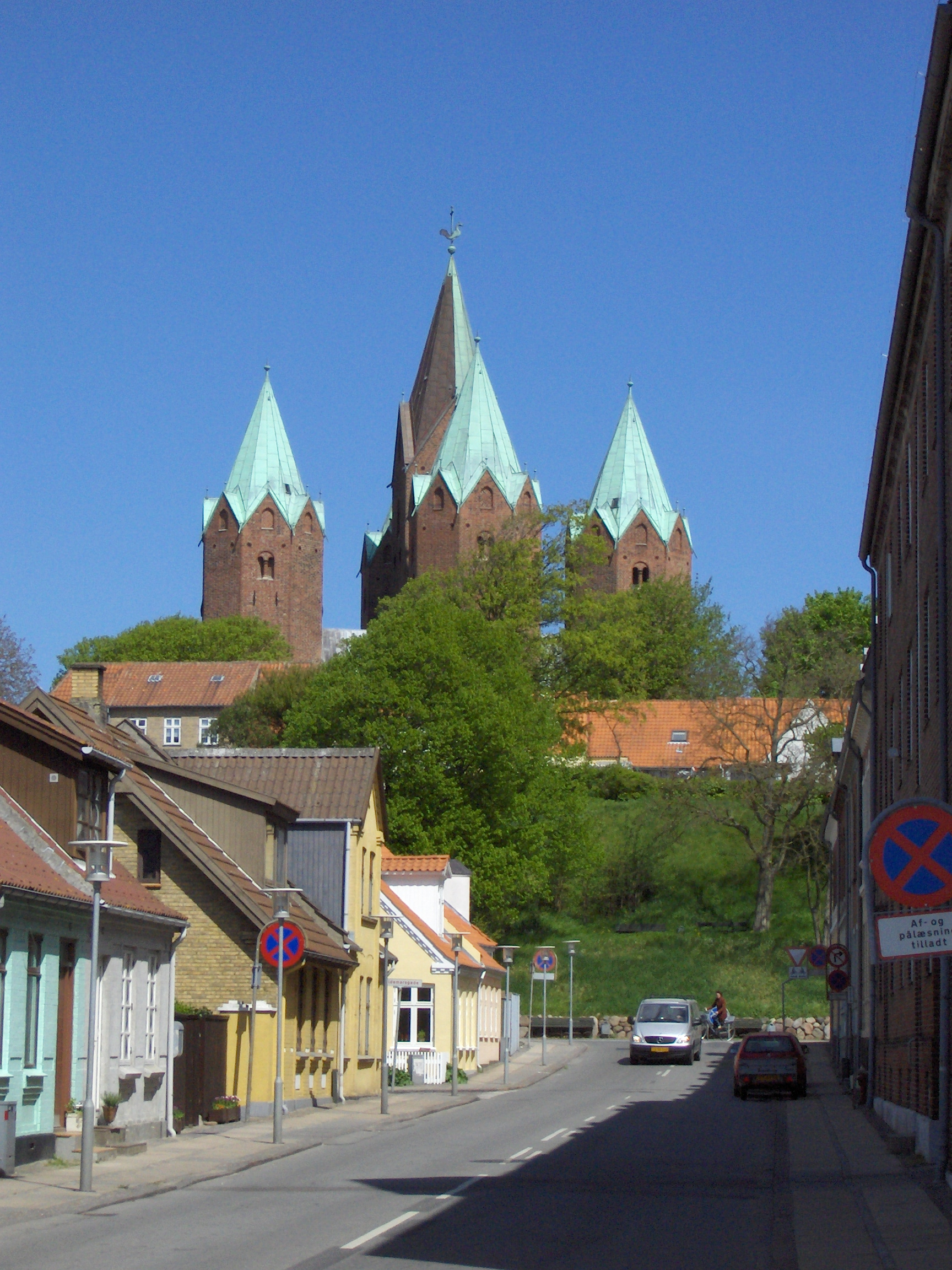
Церковь в Калуннборге

В Средние века Калуннборг был одной из резиденций короля. В 1485 году получил статус города. В замке Калуннборга часто проходили собрания датской знати и духовенства (Данехов).
В 1549—1559 годы в замке содержался в заточении свергнутый датский король Кристиан II. Замок был разрушен шведами в 1658 году во время Северной семилетней войны.

## Экономика
Город известен как местоположение большого радиопередатчика, открытого в 1927 году и вещающего в длинноволновом диапазоне (до февраля 2007 года вещание также осуществлялось в диапазоне средних волн). В Калуннборге находится самая крупная в Дании угольная электростанция.
Калуннборг — торговый и промышленный город. Отрасли промышленности: мясохладобойная, судостроительная, нефтеперерабатывающая, машиностроительная и химическая.
Связан паромным сообщение с городом Орхус на полуострове Ютландия и с островом Самсё.

## Достопримечательности

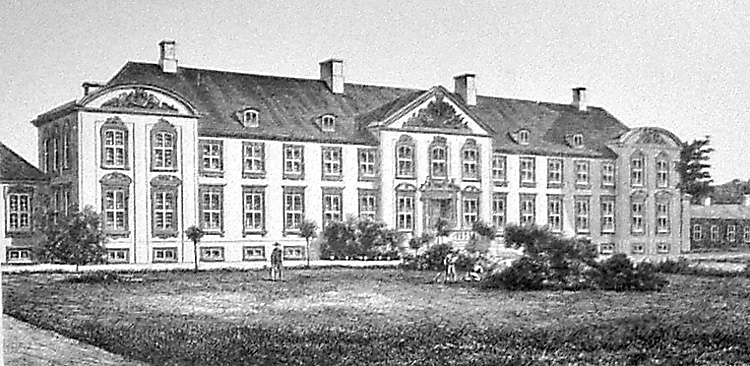
Дворец Леркенборг

Из достопримечательностей наиболее известна церковь Богородицы (дат. Vor Frue Kirke) в романском стиле, увенчанная пятью башнями. Её строительство начато благодаря деятельности короля Вальдемара I и архиепископа Абсалона. Считается, что церковь построена ок. 1170 года братом Абсалона Эсберном Снаре (дат. Esbern Snare).
История Калуннборга также связана с датской аристократической семьёй Лерке (дат. Lerche). В предместьях города расположен дворец Леркенборг (дат. Lerchenborg), построенный в стиле рококо.
В городе работает исторический музей.